# Mecaphesa gabrielensis
Mecaphesa gabrielensis là một loài nhện trong họ Thomisidae.
Loài này thuộc chi Mecaphesa. Mecaphesa gabrielensis được miêu tả năm 1965 bởi Schick.